# 文志貞
文志貞（1433年—1475年），字正夫，陝西臨洮府蘭縣人，明朝政治人物。進士出身。

## 生平
生於宣德癸丑八月十五日子时。景泰七年（1456年）丙子科陝西鄉試第二十三名。天順元年（1457年）丁丑科會試第二百二十四名，殿試登進士第三甲第二十七名。初拜行人司行人，后升户部山西司员外郎。未几，转广东司郎中。成化十年（1474年）母亲去世归家，次年哀痛成病，八月初一日卒于家。

## 家族
曾祖父文昇。祖父文仲榮。父亲文海。娶宜人刘氏，先卒。生子三：长子文龙，聘张氏；次子文凤，聘杨氏，其次文麒，尚幼。生女二：长曰淋清，次曰淋静，女婿为张瑀、顾汝德。